# Tochukwu Okeke
Tochukwu Micheal Okeke (6 marzo 1993) è un lottatore nigeriano, specializzato nella lotta greco romana.

## Biografia
Ai Giochi panafricani di Rabat 2019 ha vinto la medaglia di bronzo nel torneo della lotta greco-romana, categoria fino a 87 chilogrammi.

## Palmarès
- Giochi panafricani

Rabat 2019: bronzo nella lotta greco-romana 87 kg.;
- Campionati africani

Marrakech 2017; bronzo nella lotta libera 80 kg.